# دیوید آنسوورث
دیوید آنسوورث (به انگلیسی: David Unsworth) (زادهٔ ۱۶ اکتبر ۱۹۷۳) بازیکن فوتبال اهل انگلستان بود که سابقهٔ بازی در تیم ملی فوتبال انگلستان را در کارنامهٔ خود دارد. وی در تاریخ ۳ ژوئن ۱۹۹۵ تنها بازی ملی خود را در مقابل تیم ملی فوتبال ژاپن انجام داد.